# Фолс Крик (Пенсилванија)
Фолс Крик (енгл. Falls Creek) град је у америчкој савезној држави Пенсилванија.

## Демографија
По попису из 2010. године број становника је 1.037, што је 54 (5,5%) становника више него 2000. године.
| Група             | 2000.       | 2010.         |
| Белци             | 973 (99,0%) | 1.006 (97,0%) |
| Афроамериканци    | 0 (0,0%)    | 4 (0,4%)      |
| Азијати           | 1 (0,1%)    | 2 (0,2%)      |
| Хиспаноамериканци | 2 (0,2%)    | 10 (1,0%)     |
| Укупно            | 983         | 1.037         |